# Cmentarz żydowski w Wągrowcu
Cmentarz żydowski w Wągrowcu – dawny cmentarz żydowski zlokalizowany w Wągrowcu, przy ul. Kościuszki, nad brzegiem jeziora Durowskiego.

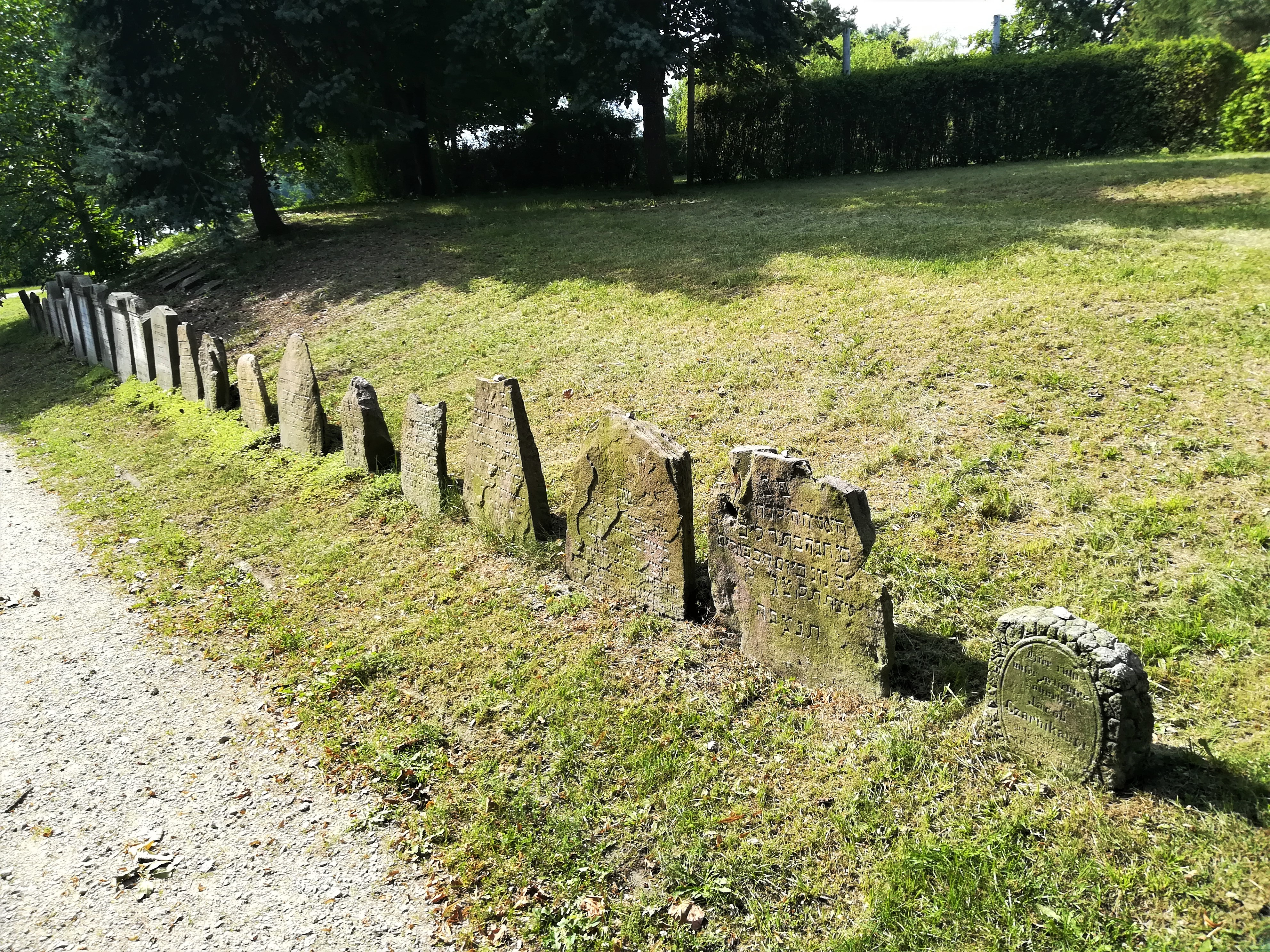
Lapidarium z macewami

Prawie do końca XVIII wieku Wągrowiec był miastem duchownym (cysterskim) i obowiązywał w nim zakaz osiedlania się innowierców. Mimo to, dzięki łagodzeniu niektórych zakazów, już w latach 70. XVIII wieku osiedliły się w mieście pierwsze rodziny żydowskie. Po kasacie zakonów przez zaborcę pruskiego Żydzi mogli się już tu osiedlać swobodnie. W 1793 stanowili 4,5% mieszkańców Wągrowca (28 osób), a w 1800 było ich już 16,6% (134 osoby). W związku ze zwiększaniem się żydowskiej populacji miasta w 1799 powołano Święte Bractwo Ostatniej Posługi (Chewra Kadisza). Bractwo zmierzało do otwarcia żydowskiego cmentarza, co nastąpiło w początku XIX wieku. Cmentarz był użytkowany do 1939, kiedy to pięćdziesięciu Żydów zamieszkujących Wągrowiec opuściło go przed wtargnięciem nazistów niemieckich. Niemcy zdewastowali cmentarz i synagogę wągrowiecką. Macewy wykorzystali do umocnienia brzegów jeziora i rzeki. Zniszczyli też częściowo mur okalający nekropolię. 
W latach 50. XX wieku władze komunistyczne zdecydowały się zlikwidować zniszczony i nieużywany cmentarz. W 1967 teren zniwelowano, tworząc promenadę nadjeziorną i skansen rybacki, który spłonął. W jego miejscu próbowano urządzić rosarium, ale zostało ono zdewastowane. 
W 2001 roku nekropolię odrestaurowano tworząc lapidarium z odzyskanych nagrobków. W akcji tworzenia lapidarium pomagała młodzież polska, niemiecka i węgierska. Akcję wspierał Niemiecki Ludowy Związek Opieki nad Grobami Wojennymi. 49 młodych ludzi pracowało m.in. przy wydobywaniu z wody macew. 